# A büntethetetlen
A büntethetetlen (The Ungroundable) a South Park című animációs sorozat 181. része (a 12. évad 14. epizódja). Elsőként 2008. november 19-én sugározták az Egyesült Államokban. Magyarországon 2009. június 14-én mutatta be a Comedy Central.
A cselekmény szerint Butters Stotch egy új divatirányzatot, a vámpír-divatot kezdi el követni, mely egyre népszerűbb a South Park-i iskolások körében. Azonban a darkos gyerekeknek nem tetszik az új hóbort és mindent megtesznek, hogy megállítsák azt. Az epizód – melyet Trey Parker írt és rendezett – az Alkonyat (Twilight) filmeket, illetve azok népszerűségét parodizálja ki.

## Cselekmény
|  | Alább a cselekmény részletei következnek! |

A gyerekek a számítástechnika teremben a számítógépek előtt ülnek, miközben a tananyagot Mr. Mackey magyarázza, ám a gyerekek – fittyet hányva a feladatra – a Call of Duty: World at War számítógépes játékkal játszanak. Hirtelen Butters ront be a terembe és azt állítja, hogy vámpírokat látott az iskolában, ám senki sem hisz neki. Butters úgy dönt, hogy egyedül lesi meg a vámpírokat. A tornaterembe meg is találja őket, ahol kiderül, hogy a „vámpírok” egyfajta divatirányzatot követő gyerekek, de Butters továbbra is valódi vámpíroknak hiszi őket. Miközben magnetofonjával az eseményeket rögzíti, a vámpírok észreveszik Butterst, aki félelmében elrohan.
Miután Butters hazaér, szigorú apja csúnyán megbünteti, mert az ételeket nem ABC-sorrendben rakta vissza a szekrénybe. Butters rájön, hogy nem is olyan rossz dolog a vámpírok közé tartozni, mert azokat nem lehet megbüntetni, nem parancsolhat nekik senki. Másnap az iskolában fel is keresi a vámpírokat és közli velük, hogy csatlakozni kíván hozzájuk. A vámpírok befogadják őt, és elviszik a plázába, ahol egy Hot Topic üzletben új ruhákat és kiegészítőket vesznek neki, majd paradicsomlével megitatják (amit Butters vérnek hisz). Ezzel Butters is vámpír lesz.
A gruftik nagyon dühösek lesznek a vámpírokra, mert azok stílusban némileg hasonlítanak rájuk, és mindenki összekeveri őket. A gruftik elhatározzák, hogy normális ruhákba fognak járni, de az ötletük nem válik be. A baj csak fokozódik, mikor egyre több gyerek kezdi el követni a vámpír-divatot. Elkeseredésükben elrabolják és postai úton Scottsdale-be küldik a vámpírok vezetőjét, Mike McCalskyt, de a problémát ez sem oldja meg. Miután Butters vámpír lett, nem engedelmeskedik a szüleinek és valódi vámpírnak hiszi magát. Hamar rájön, hogy nem képes más vérét kiszívni (amikor próbálja kiszívni az alvó Eric Cartman nyakát), ezért megbánja, hogy vámpírnak állt. Szövetkezik a gruftikkal, hogy leszámoljanak ellenségeikkel; megmutatja nekik a boltot, ahol a gyerekeket átváltoztatják vámpírokká. A gruftik fölgyújtják a boltot és Butters így „visszaváltozik” emberré. Mikor hazatér szüleihez, azok szobafogságra ítélik. Butters szomorúan fölkullog a szobájába, a szülők pedig boldogan megjegyzik, hogy a fiúk ismét büntethető.
|  | Itt a vége a cselekmény részletezésének! |